# Willie Hutch
Willie McKinley Hutchinson, connu sous le nom de Willie Hutch (6 décembre, 1944 - 19 septembre, 2005) est un auteur-compositeur-interprète, guitariste et producteur de musique américain.

## Biographie
Né à Los Angeles, ayant grandi à Dallas, il est connu notamment pour avoir produit, composé et écrit pour le label Motown pendant les années 1970.
Il a travaillé pour Diana Ross, Marvin Gaye et les Jackson Five : il est à l'origine de leur tube I'll Be There.
Il a également enregistré plusieurs albums solos pour Motown et Whitfield Records le tube Love Power 1975 et eut plusieurs autres succès commerciaux dont Brother's Gonna Work It Out ou Slick (1973). Suivant les pas de Curtis Mayfield, il enregistra les bandes originales des films de blaxploitation Le Mac (The Mack, 1973) et Foxy Brown (1974). Il y a aussi un morceau figurant dans la compilation de Roots Manuva Hold on.
Il meurt le 19 septembre 2005 à l'âge de 60 ans, il est enterré au Restland Memorial Park. Il avait six enfants.
Willie Hutch est l'oncle de "Cold 187um" du groupe rap "Above the Law".

## Discographie

### Albums
Motown
- 1969: Soul Portrait
- 1970: Seasons for Love
- 1973: Fully Exposed
- 1973: The Mack Soundtrack
- 1975: Foxy Brown Soundtrack
- 1975: Mark of the Beast
- 1975: Ode to My Lady
- 1976: Color Her Sunshine
- 1976: Concert in Blues [live]
- 1977: Havin' a House Party

Whitfield
- 1979: In Tune
- 1980: Midnight Dancer

Motown
- 1983: In & Out
- 1985: Making a Game out of Love

autres
- 1985: The Last Dragon
- 1994: From the Heart (G.G. It)
- 1996: The Mack Is Back (Midwest)
- 2002: Sexalicious (G.G. It)

### Singles
- 1973: Brother's Gonna Work It Out (#18 R&B, #67 US)
- 1973: Slick (#18 R&B, #65 US)
- 1973: Sunshine Lady (#72 R&B)
- 1974: If You Ain't Got No Money (You Can't Get No Honey) Pt. I (#70 R&B)
- 1974: Theme Of « Foxy Brown » (#64 R&B)
- 1975: Get Ready For The Get Down (#24 R&B)
- 1975: Love Power (#8 R&B, #41 US)
- 1976: Let Me Be The One, Baby (#95 R&B) Black Singles 95
- 1976: Party Down (#19 R&B)
- 1977: Shake It, Shake It (#60 R&B)
- 1977: We Gonna Party Tonight (#49 R&B)
- 1978: All American Funkathon (#62 R&B)
- 1978: What You Gonna Do After The Party (#40 R&B)
- 1982: In And Out (#55 R&B)

## Récompenses & nominations
- 2 nominations Grammy Award